# Luitpold Weilnböck
Luitpold Weilnböck (né le 19 février 1865 à Vilshofen et mort le 21 décembre 1944 à Schillingsfürst) est un agriculteur et homme politique allemand (DNVP).

## Biographie
Weilnböck est le fils du maroquinier bourgeois Franz Xaver Weilnböck et de sa femme Viktoria née Eisenhofer. Il étudie à une école primaire et une école d'agriculture à Landsberg am Lech. Il s'engage dans l'armée, dont il démissionne en tant qu'aspirant de commissaire. Après cela, il vit comme employé agricole dans le nord et le sud de l'Allemagne. De 1891 à 1912, il vit comme locataire du domaine du château à Hummendorf, puis comme fermier à Stadtsteinach et comme économiste à Stadtsteinach en Haute-Franconie. Pendant l'Empire allemand, il est membre du parlement bavarois de 1905 à 1912 et du Reichstag de 1912 à 1918. De 1917 à 1918, Weilnböck est impliqué dans le Parti de la patrie allemande.
Pendant la république de Weimar, Weilnböck est impliqué dans l'Association des terres bavaroises et dans l'Association des agriculteurs, en tant que vice-président, il est membre de l'Assemblée nationale de Weimar en 1919 et de 1920 à 1924 et de 1930 à 1932 en tant que membre du DNVP pour la 26e circonscription du Reichstag . En outre, il est membre du Reichskalirat et président du conseil de district de Stadtsteinach, il est également président régional de l'Association des agriculteurs de Bavière et membre du comité exécutif de l'Association des agriculteurs de Berlin ainsi que membre du comité de district agricole de Haute-Franconie (Chambre d'agriculture).
L'héritage de Weilnböck, qui publie également plusieurs études sur des sujets tels que les importations d'orge fourragère ou la colonie orientale, est maintenant conservé à Stuttgart.
Le gendre de Weilnböck, Konrad Frühwald senior (de), et son petit-fils Konrad Frühwald junior (de) sont membres également du parlement bavarois.